# Katarzyna Zaroślińska-Król
Katarzyna Zaroślińska-Król (ur. 3 lutego 1987 w Gorzowie Wielkopolskim) – polska siatkarka grająca na pozycji atakującej, a wcześniej także jako przyjmująca, reprezentantka kraju.
Ma czworo rodzeństwa.

## Kariera klubowa
| Kariera juniorska | Kariera juniorska             | Kariera juniorska | Kariera juniorska | Kariera juniorska | Kariera juniorska | Kariera juniorska | Kariera juniorska | Kariera juniorska | Kariera juniorska | Kariera juniorska |
| ----------------- | ----------------------------- | ----------------- | ----------------- | ----------------- | ----------------- | ----------------- | ----------------- | ----------------- | ----------------- | ----------------- |
| Lata              | Klub                          |                   |                   |                   |                   |                   |                   |                   |                   |                   |
| 2001–2004         | SMS PZPS Sosnowiec            |                   |                   |                   |                   |                   |                   |                   |                   |                   |
| Kariera seniorska |                               |                   |                   |                   |                   |                   |                   |                   |                   |                   |
| Lata              | Klub                          |                   |                   |                   |                   |                   |                   |                   |                   |                   |
| 2006–2007         | LTS Legionovia Legionowo      |                   |                   |                   |                   |                   |                   |                   |                   |                   |
| 2007–2008         | Skra Bełchatów                |                   |                   |                   |                   |                   |                   |                   |                   |                   |
| 2008–2009         | Stal Mielec                   |                   |                   |                   |                   |                   |                   |                   |                   |                   |
| 2009–2011         | Organika Budowlani Łódź       |                   |                   |                   |                   |                   |                   |                   |                   |                   |
| 2011–2014         | Tauron MKS Dąbrowa Górnicza   |                   |                   |                   |                   |                   |                   |                   |                   |                   |
| 2014–2016         | Atom Trefl Sopot              |                   |                   |                   |                   |                   |                   |                   |                   |                   |
| 2016–2018         | Chemik Police                 |                   |                   |                   |                   |                   |                   |                   |                   |                   |
| 2018–2020         | KS DevelopRes Rzeszów         |                   |                   |                   |                   |                   |                   |                   |                   |                   |
| 2020–2021         | ŁKS Commercecon Łódź          |                   |                   |                   |                   |                   |                   |                   |                   |                   |
| 2021–2022         | E. Leclerc Moya Radomka Radom |                   |                   |                   |                   |                   |                   |                   |                   |                   |
| 2022–2023         | PAOK Saloniki                 |                   |                   |                   |                   |                   |                   |                   |                   |                   |
| 2023–             | UNI Opole                     |                   |                   |                   |                   |                   |                   |                   |                   |                   |

## Kariera reprezentacyjna
W 2005 roku w wieku 18 lat została powołana do szerokiej kadry narodowej seniorek przez trenera Andrzeja Niemczyka. Brała udział w zgrupowaniu reprezentacji A i B w Szczyrku. W 2009 roku otrzymała powołanie do szerokiej kadry prowadzonej przez Jerzego Matlaka.
W 2010 roku wzięła udział w Volley Masters Montreux. Polki zajęły w turnieju 5. miejsce, a Zaroślińska zagrała we wszystkich meczach. Zajęła też 6. miejsce w World Grand Prix 2010.
W tym samym roku znalazła się w kadrze na mistrzostwa świata, na których Polska zajęła 9. miejsce.

## Sukcesy klubowe
Puchar Polski:
- 2010, 2012, 2013, 2015, 2017

Mistrzostwo Polski:
- 2017, 2018
- 2013, 2015, 2016, 2020
- 2012, 2019, 2021

Superpuchar Polski:
- 2012, 2013

Puchar CEV:
- 2015

## Sukcesy reprezentacyjne
Letnia Uniwersjada:
- 2009

Liga Europejska:
- 2014

Igrzyska Europejskie:
- 2015

## Nagrody indywidualne
- 2010: Najlepsza atakująca Pucharu Polski
- 2012: Najlepsza atakująca Memoriału Agaty Mróz-Olszewskiej
- 2015: Najlepsza atakująca Pucharu Polski
- 2016: Najlepsza atakująca Pucharu Polski
- 2017: Najlepsza atakująca Pucharu Polski
- 2019: Najlepsza atakująca Pucharu Polski